# شاختارسک
شاختارسک (به روسی: Шахтарськ) شهری در استان دونتسک در کشور اوکراین واقع شده‌است. جمعیت این شهر ۴۸,۴۰۴ (۲۰۲۱ تخمینی) نفر است.

## نگارخانه

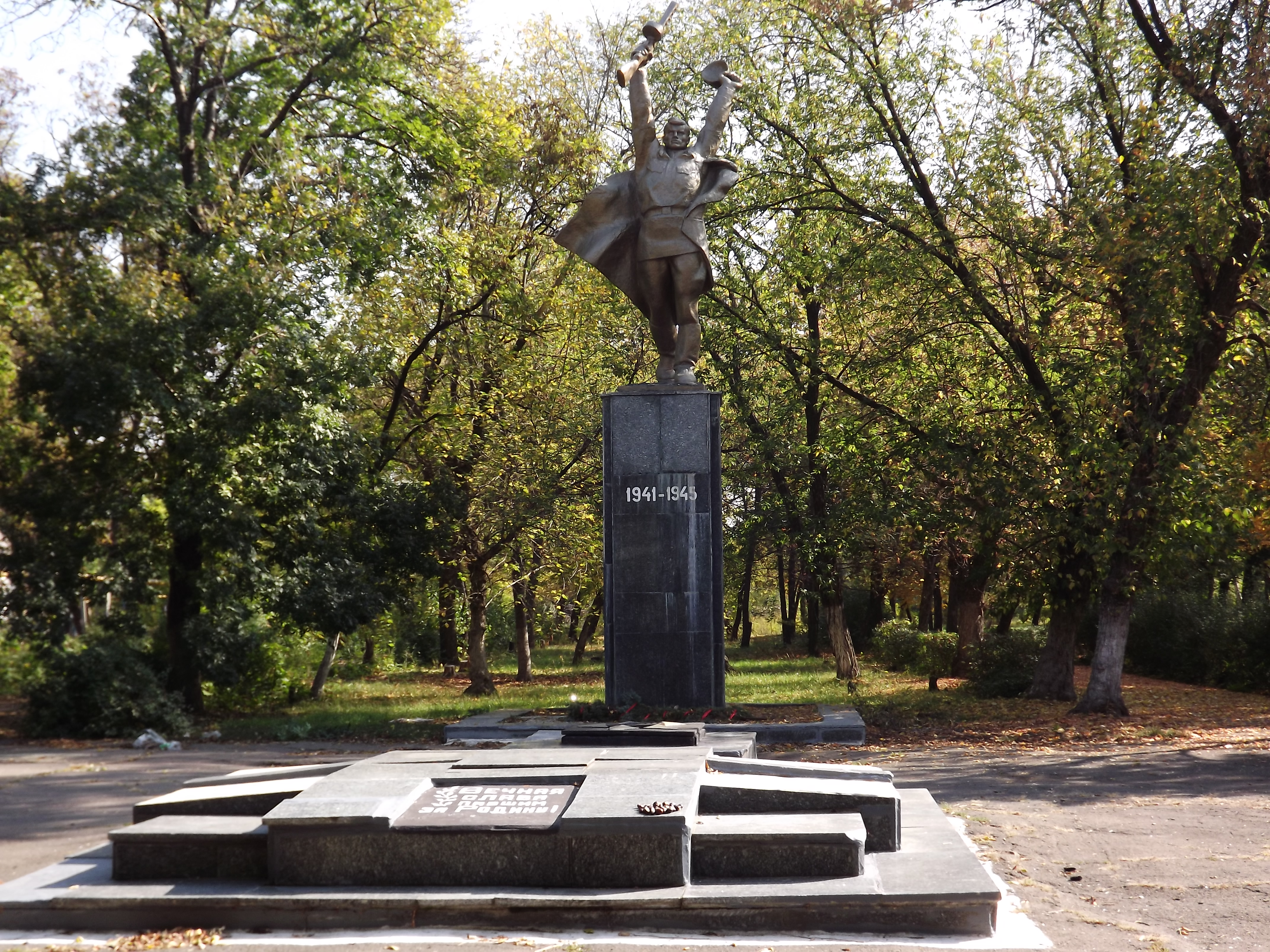
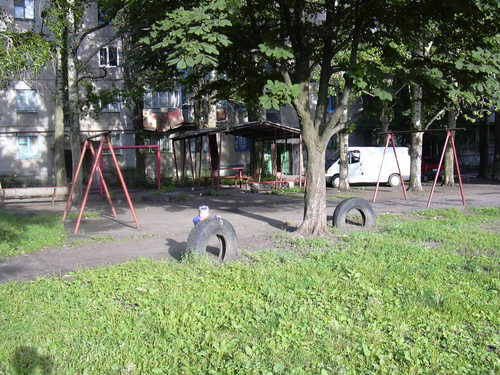